# Rohacze (rejon różyński)
Rohacze (ukr. Рогачі) – wieś w rejonie różyńskim obwodu żytomierskiego na Ukrainie; niegdyś w powiecie skwirskim.

## Zabytki
- warownia-zamek, po której pozostały okopy, rowy, wały
- pałac - zachowały się do dziś ruiny parterowego pałacu Wacława Kornickiego, zbudowanego w roku 1808 przez kijowskiego architekta, Karola Iwanickiego[4][5]. Od frontu portyk z sześcioma kolumnami (po trzy na bokach) podtrzymujących gzyms z  trójkątnym frontonem[6].